# Notable Names Database
Notable Names Database (NNDB, с англ. — «База данных знаменитых имён») — онлайн-база данных, содержащая биографические подробности более 37 000 человек. Сайт позиционирует себя как «разведывательный аггрегатор» (англ. intelligence aggregator) тех, кого он сочтет заслуживающим внимания, но в основном, чтобы установить связи между людьми.

## Описание
У каждого человека на сайте есть резюме с кратким описанием мнения NNDB о его/её известности. Запись о каждой личности содержит такую информацию, как имя, псевдоним(ы), место рождения, место смерти, расположение места захоронения, религиозные убеждения, 
пол, раса или этническая группа, сексуальная ориентация, члены семьи, партнёры, друзья, подруги, «романы на одну ночь» и национальность. Некоторые записи содержат краткую биографию человека, другие — нет. Кроме того, некоторые могут содержать информацию об организациях, в которых работал человек, болезнях, фобиях, зависимостях, употреблении наркотиков, сведения о судимости и другую информацию. В случае с актёрами, писателями и режиссёрами, присутствует также список работ в хронологическом порядке. Сайт также содержит информацию о фильмах и музыкальных коллективах. Присутствует возможность отправлять свои предложения, поправки и дополнения; все поступления проверяются работниками NNDB.